# Alberto Coyote
Héctor Alberto Coyote Tapia (ur. 26 marca 1967 w Celayi) – były meksykański piłkarz występujący najczęściej na pozycji pomocnika, obecnie trener.

## Kariera klubowa
Coyote jest wychowankiem Leónu, w którym zadebiutował 5 maja 1991 w spotkaniu z Necaxą (4:0), a pierwszego gola strzelił 16 lutego 1992 przeciwko Leones Negros (3:2). W 1993 roku został zawodnikiem Chivas, a po 8 udanych latach przeniósł się do Atlante, w którym zakończył piłkarską karierę, mając 35 lat. Jego ostatnim meczem było rozegrane 23 marca 2002 spotkanie z Tecos UAG (0:4).
Coyote został także mianowany najlepszym piłkarzem ligi meksykańskiej w sezonie 1996/97.

## Kariera reprezentacyjna
Alberto Coyote był zawodnikiem reprezentacji Meksyku w latach 1992-2001. Uczestniczył w imprezach takich jak: Złoty Puchar CONCACAF 1993, Puchar Konfederacji 1995, Copa América 1995 oraz Puchar Konfederacji 2001. Ogółem w barwach El Tri rozegrał 54 spotkania, nie strzelając ani jednej bramki.

## Kariera trenerska
W 2010 roku Coyote objął czwartoligowy klub Mulos del CD Oro, a później trenował juniorów C.D. Guadalajara.